# Mihail Mihajlovics Prisvin
Mihail Mihajlovics Prisvin (Hruscsovo-Ljovsino, 1873. február 4. – Moszkva, 1954. január 16.) szovjet-orosz író, újságíró, agronómus.

## Életpályája

### Gyermekkora, tanulmányai
Egy tönkrement kereskedő családjába született, Moszkvától mintegy 300 km-nyire délre, 4 testvére után legkisebbikként. Apja szenvedélyes vadász és sikeres lótenyésztő volt, azonban elkártyázta vagyonát, lebénult, és adósságokat hagyott maga után. 
Az ifjú Mihailt kicsapták a jeleci gimnáziumból, mert konfliktusba keveredett földrajztanárával, az ismert filozófus-író Vaszilij Rozanovval (1856-1919) együtt, akivel utóbb barátok lettek. A tyumenyi reáltanodában, majd a rigai technikumban tanult. Marxista körökben való részvételért 1897-ben féléves elzárásra ítélték.
Anyja kérésére 1900-ban Németországba utazik, a lipcsei egyetemen 1902-ben agrármérnöki diplomát szerez. Közben, 1901 nyarán a jénai egyetemen filozófiai előadásokat hallgat, Kant, Spinoza, Nietzsche műveit olvassa, ill. a későbbi Nobel-díjas kémikus, Wilhelm Ostwald laboratóriumában dolgozik.

### Munkába állása, írói pályakezdése
1902-ben hazatér és 1905-ig több állomáshelyen agronómusként dolgozik, mezőgazdasági témájú tanulmányokat és brosúrák ad ad közre (a trágyázás-talajjavítás, ráktenyésztés, burgonyatermesztés stb. témakörében). 1905-ben eltanácsolják munkahelyéről, újságírónak áll, első elbeszélése 1906-ban egy gyereklapban jelenik meg (ekkor 33 éves).
Végleg felhagy a mezőgazdasággal, különféle lapok tudósítójaként dolgozik, vadászgat, s a vidéki élet, a folklór is kezdi érdekelni. Sokat utazik Oroszországban és Európa északi felén, utóbb a Krímbe és Kazahsztánba is ellátogat. Első két könyve (1907, 1908) is útirajz. Évente jelennek meg kötetei, a szentpétervári irodalmi életben is felfigyelnek rá. Műveiben (elmélkedések, novellák, útirajzok) előtérbe kerülnek a fenológiai észrevételek, a természetábrázolás.

### Az I. világháború és a formálódó szovjethatalom alatt
A nagy háború kitörése után, 1914-1915-ben felcser és haditudósító. 1917-től egy eszer (a parasztság felemelését célul tűző) irányvonalú lapnál antibolsevista cikkeket ír, ill. magát Lenint is kritizálja (gyilkosnak nevezi), feltárja a bolsevik forradalom árnyoldalait. 1918-ban rövid időre letartóztatják, majd hazatér gazdálkodni a családi birtokra, amit azév őszén államosítanak. Ezek után könyvtárosként, földrajztanárként dolgozik, ill. néprajzi gyűjtemény megalapításán fáradozik.
Íróként nehéz helytállnia, az új hatalom cenzúrázza, 1922-ben még magával Trockijjal is levelet vált ezügyben, de hiába. 1925-től ismét publikálhat, zömmel gyerekirodalmat és vadászati tárgyú elbeszéléseket. Idővel megbékél a szovjethatalommal.

### Az 1930-as években
Ekkoriban kezdi érdekelni az autós szakma, az 1930-as években beletanul, ill. egy furgonra tesz szert, amivel aztán az országot járja. Többek között eljut a Szolovki-szigeteki büntetőtelepre, és a Távol-Keletre. Az úti élmények nyomán több kötete születik. 1934-ben a frissen alakult szovjet írószövetség vezetőségi tagjává választják. 1935-ben fiával tesz kalandos utazást az orosz Északon, ember nem járta erdőségeket keres fel.
Az 1930-as évek közepétől megritkulnak publikációi, ill. 1935-1939 között 4 kötetben jelenik meg addig írott műveinek gyűjteménye.

### A II. világháború alatt és után
A 2. világháború alatt Jaroszlavl városába evakuálják, 1943-ban tér vissza Moszkvába. A háború után egy moszkva környéki faluban (Dunyinó) vásárol házat, itt tölti a nyarakat. A háború után keveset publikál, ill. megjelenik válogatott műveinek 2 kötetes kiadása. 1954 elején, 81 éves korában hunyt el a fővárosban.

## Életműve, naplója, fotózás és zene
8 kötetes életműkiadásánál is nagyobb terjedelmileg az 1905-1954 között vezetett hatalmas naplója, amelyet csak a rendszerváltás után adtak ki, 18 kötetben. Mivel naplójában kritikus hangot is megütött a hatalomról, özvegye egy ideig rejtegette férje feljegyzéseit.
Műkedvelő fotósként szintén jelentős életművet hagyott maga után. 1929-től Leica gépével dokumentálta utazásait (több mint 2000 negatív maradt utána).
A zene is fontos szerepet játszott életében. Fiatalkorában mandolinon játszott, Richard Wagner operái óriási hatással bírtak reá, baráti köréhez tartozott az énekes Saljapin stb. Az 1930-as években gyakran járt klasszikus zenei koncertekre Moszkvában, utóbb rajongott Sosztakovicsért, moszkvai lakásán házikoncertek keretében egy versenyzongorán gyakran muzsikált jóbarátja, Jevgenyij Mravinszkij karmester.

## Magánélete
Prisvin kétszer nősült. Első felesége egy szmolenszki parasztlány, Jefroszinyja Badikina (1883–1953) volt. A házasságból 3 fiú született. Az első még csecsemőkorában elhunyt, Lev (1906–1957) író és fotós, míg Pjotr (1909-1987) vadgazdálkodó lett, utóbbi visszaemlékezéseket is írt az apjáról.
A 67 éves író másodjára is megnősült 1940-ben, a 26 évvel fiatalabb Valerija Dmitrijevna Prisvina (született Valerija Liorko, 1899–1979) lett a felesége, akivel harmonikus házasságban élt.
Elhunyta után özvegye vette át a falusi házat és emlékhellyé fejlesztette. Gondozta az írói hagyatékot, könyveket jelentetett meg férjéről. Halála után, 1980-tól hivatalosan is létrehozták Dunyinóban a Prisvin-emlékmúzeumot.

## Magyarul
- A fekete arab. Két elbeszélés; ford. Haiman Hugó; Kner, Gyoma, 1928
- A fekete arab; ford. Moly Tamás; Tolnai, Bp., 1929 (Tolnai regénytára)
- Csudacsalit; ford. Lányi Sarolta; Ifjúsági, Bp., 1951
- Erdőzsongás. Válogatott elbeszélések és karcolatok; ford. Lányi Sarolta et al.; Csudacsalit fejezet ford. Lányi Sarolta; Erdei harmatcseppek fejezet ford. Gyáros László; Jegyzeteim; Madárlátta cipó fejezet ford. Szőllősy Klára; Vadászat; Vadászkutyák fejezet ford. V. Rab Zsuzsa; Ifjúsági Könyvkiadó, Bp., 1953
- Ahol a madár se fél; ford. Görög Imre, G. Beke Margit; Új Magyar Kiadó, Bp., 1953
- Madárlátta cipó; ford. Szőllősy Klára, Rab Zsuzsa; Ifjúsági, Bp., 1954 (Kispajtások mesekönyve)
- Ösvény a rengetegben; ford. Görög Imre; Új Magyar Kiadó, Bp., 1955
- A nap éléstára; ford. Asztalos Ágnes; Ifjúsági Kiadó, Bukarest, 1955
- Ádám és Éva; ford. Görög Imre, G. Beke Margit; Európa, Bp., 1958
- A hatalom útja. Meseregény; bev. Makszim Gorkij, ford. Szőcs Ráchel; Európa, Bp., 1961
- Szarvaslesen; ford. Görög Imre, G. Beke Margit; Magyar Helikon, Bp., 1963
- A varázsló lánca; ford. Rab Zsuzsa; Európa, Bp., 1963
- A madártemető. Válogatott novellák; vál. Gerencsér Zsigmond, ford. Gellért György et al.; Európa, Bp., 1973
- Az erdő emeletei; ford. Gyáros László; Móra, Bp., 1977 (Mit mesél a természet)